# Octodontomys gliroides
Octodontomys gliroides là một loài động vật có vú trong họ Octodontidae, bộ Gặm nhấm. Loài này được Gervais & d’Orbigny mô tả năm 1844.

## Hình ảnh

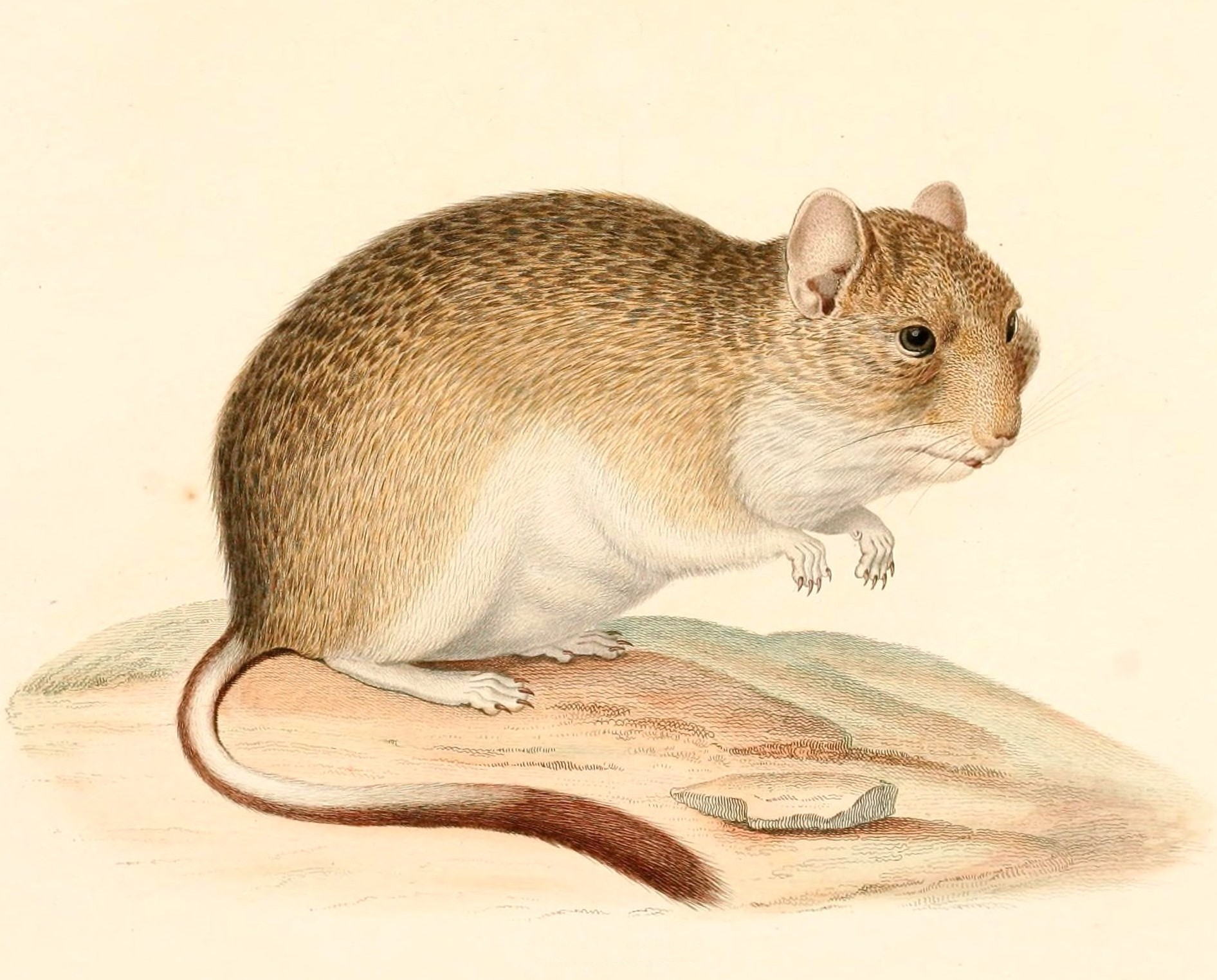
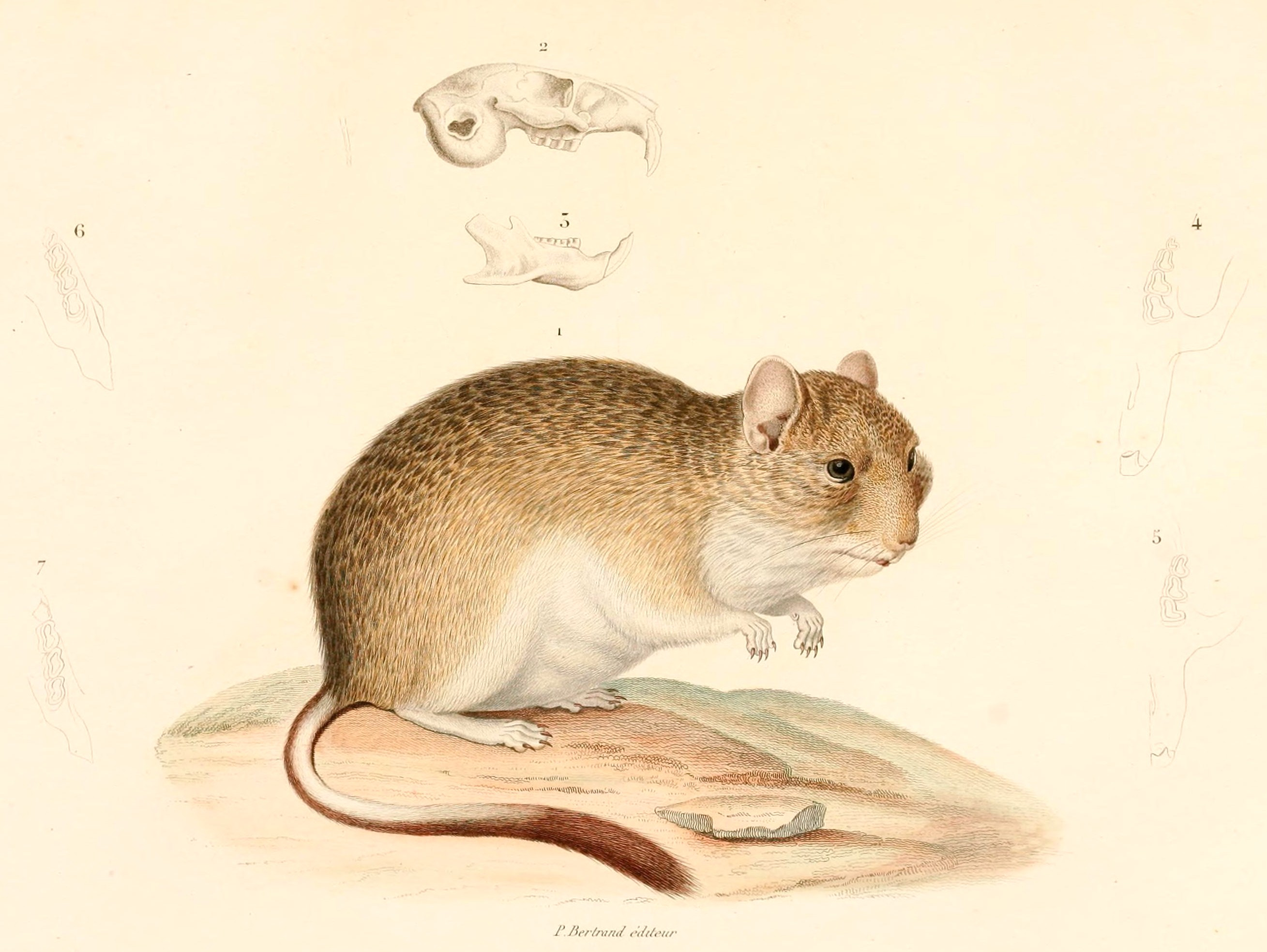